# Carlowrightia torreyana
Carlowrightia torreyana là một loài thực vật có hoa trong họ Ô rô. Loài này được Wassh. mô tả khoa học đầu tiên năm 1965.